# Gabriele Tadino
Gabriele Tadino (Martinengo, 1476-1479 – Venezia, 4 giugno 1543) è stato un militare e ingegnere italiano.

## Vita

### La famiglia
Da Caravaggio, dove i suoi antenati erano conosciuti dai Visconti, Michele Tadino nel 1434 si trasferì a Martinengo dove fu medico condotto fino alla sua morte nel 1468 e ottenne la cittadinanza (vicinia) per sé e per i suoi discendenti.
Tadino è stato, forse, il più importante tra i cittadini di Martinengo. Era nato nel 1475-79 da Clemente, medico condotto e consigliere comunale per una trentina d'anni, figlio di Michele che in data 26 gennaio 1446 fu nominato medico dell'esercito veneziano da Bartolomeo Colleoni e ottenne la cittadinanza bresciana con diritto di esercitare l'arte medica in Brescia.
Dopo di lui il figlio Clemente continuò l'attività di medico; ebbe quatro figli maschi e una figlia tra i 1474 e il 1481. Dalle date di nascita degli altri figli si deduce che Gabriele nacque tra 1475 e il 1479. L'anno più probabile è il 1478, che farebbe coincidere con il suo sessantesimo compleanno l'anno del ritratto di Gabriele ad opera di Tiziano Vecellio e la dedica da parte della repubblica di Venezia di una medaglia realizzata da Giovanni da Cavino (Padova).
Il ritratto eseguito da Tiziano Vecellio nel 1538, ora conservato presso la sede della ex-Cassa di Risparmio di Ferrara (attualmente direzione territoriale della BPER), lo ha immortalato per sempre con la sua veste nera di nobile Gerosolimitano mancante dell'occhio destro, perso per un proiettile di archibugio passato attraverso una feritoia mentre esaminava le fortificazioni di Rodi di cui era il sovrintendente.
I primi tre figli, Giovan Francesco, Gerolamo (morto nel 1526) e Gabriele, si dedicarono alla guerra, il quarto figlio Michele continuò la tradizione di famiglia e fu medico condotto di Martinengo, mentre la figlia Tranquilla compare nei documenti due volte: in un tentativo di liberazione di Gabriele prigioniero di Cesare Fregoso, dopo la presa francese di Genova e nel testamento del fratello Gabriele.
Sia Clemente che i figli Giovan Francesco, Gabriele e Michele compaiono molte volte come consiglieri del comune di Martinengo.

### Carriera militare
Nel 1508 si arruolò nell'esercito della Repubblica di Venezia dopo aver completato gli studi nel campo delle scienze e difese militari.
Nel 1513 ricevette l'incarico delle fortificazioni di Crema; nel 1522 contribuì alla difesa di Rodi contro i Turchi.
Nel 1532 era generale dell'artiglieria imperiale nel secondo assedio di Vienna da parte di Solimano.

### Morte
Verrà sepolto a Venezia nella chiesa dei Santi Giovanni e Paolo dove, in quegli stessi anni, si stava erigendo per decreto del Consiglio dei Dieci, il monumento equestre ad un altro importante bergamasco: Bartolomeo Colleoni che il Tadino non conobbe essendo nato lo stesso anno della morte di questo.

### Tadino e Tartaglia
Si dice che Galileo Galilei abbia chiosato a margine un'opera dialogica di Niccolò Tartaglia (Quesiti ed invenzioni diverse)  in cui Tadino è l'interlocutore principale.
Tadino era certamente amico di Tartaglia conosciuto quando questi era bambino e Tadino militare a Brescia già fin dai tempi del sacco di Brescia (1512). Tartaglia gli ha dedicato la sua traduzione prima dell'Euclide megarense.
Non risulta da nessuna fonte che Tadino abbia scritto delle opere sulle fortificazioni.

## Guerre

### Sacco di Brescia
Fra le molte pagine che si possono leggere sul sacco di Brescia ne ricorderemo una di Ludovico Antonio Muratori: «Terminata la battaglia, si scatenarono gli arrabbiati vincitori per dare il sacco a quell'opulenta e infelice città. Durò questo quasi per due giorni, ne' quali non si può dire quanta fosse la crudeltà di que' cani, giacché in sì fatte occasioni gli armati non san più d'essere non dirò cristiani, ma né pur uomini, e peggiori si scoprono delle fiere stesse» «Si fece conto che vi morissero più di sei mila fra cittadini e veneziani, e fra gli altri Federigo Contarino capitano di tutti i cavalli leggieri della repubblica. Rimasero prigioni Andrea Gritti legato, Antonio Giustiniano podestà, Gian Paolo Manfrone ed altri assaissimi ufiziali» .Tra i quali, afferma il Gallizioli, rimase ferito e prigioniero anche Gabriele Tadino. Liberato, tornò nell'esercito veneziano e tra Brescia e Verona (assediate) combatté con Camillo Martinengo, con Pietro Longhena, Taddeo della Motella, Antonio di Padernello, Vittore e Bartolomeo di Villachiara, Vittore da Barco ed altri capitani minori..

### Assedio di Padova
Gallizioli afferma che in seguito Gabriele partecipò alla difesa di Padova e Carlo Promis aggiunge: «Dopo la sanguinosa battaglia di Ghiaradadda e la sollevazione di Padova egli accorse alla difesa di questa città, dove adoprossi con molta sua gloria, e certamente con infinita e insperata utilità dei prediletti suoi studi di architettura militare, poiché ivi gli fu dato di vedere in opera i nuovi baluardi, e ciò che più monta, di essere ocular testimonio degl'immensi vantaggi, che la nuova fortificazione prestava alla difesa»

### Presa di Cremona
Sappiamo che nel 1513 partecipò con Bartolomeo d’Alviano alla presa di Cremona, durante la fase di rioccupazione delle città perse dopo la battaglia di Agnadello.

### Assedio di Verona
Marin Sanudo segnala la presenza di Gabriele tra le fanterie veneziane durante l'assedio di Verona, protrattosi di qualche mese anche dopo la pace di Noyon (agosto '16), perché Verona, ottenuti aiuti di 6000 fanti tedeschi, resistette sino al 24 gennaio del 1517 (fine della lega di Cambrai).

### Creta
A Creta contribuì al miglioramento delle fortificazioni come sovrintendente nel 1521. A Candia esiste un bastione tuttora chiamato "bastione Martinengo", rielaborazione in tempi successivi di un torrione rotondo costruito nel 1521.

### Assedio di Rodi
Gabriele Tadino era sovrintendente alle fortificazioni di Candia quando fu richiesto il suo intervento alla difesa di Rodi, intervento negato dal governatore di Candia. Tadino riuscì a eludere la sorveglianza veneta e con due amici fidati salì sul brigantino con cui era venuto frate Antonio Bosio a sollecitare la sua partenza per Rodi. Fu accolto con grandi onori, entrò nell'ordine dei cavalieri gerosolimitani e divenne il responsabile della difesa della città. Tadino diede il suo notevole contributo nella costruzioni di strumenti per individuare le gallerie in costruzione da parte dei turchi e nella preparazione di contromine, che fecero stragi nell'esercito assediante. Fu ferito il 14 ottobre da un proiettile all'occhio destro mentre controllava le difese della fortezza, non morì ma la convalescenza durò settimane. Dopo una strenua resistenza durata oltre quattro mesi (l'assedio era cominciato in luglio) in dicembre, anche a causa di numerosi episodi di spionaggio, tra cui quello dell'ammiraglio della flotta, fu presa la decisione di arrendersi a Solimano I. Gli assediati lasciarono l'isola con l'onore delle armi.

### Assedio di Marsiglia
Nel contesto della Guerra d'Italia del 1521-1526, il 14 agosto del 1524 Carlo di Borbone e il marchese di Pescara iniziano l'assedio di Marsiglia La notizia della partecipazione di Gabriele Tadino all'assedio è confermata da due manoscritti conservati rispettivamente dalla Biblioteca dell'Escurial e dalla Biblioteca Nacional de Madrid e pubblicati nella Colleción de documentos inéditos (vol. IX e vol XXVIIl). In essi si accenna alla presenza di un altro italiano probabilmente Benedetto da Ravenna che, secondo Maggiorotti, partecipò all'assedio di Marsiglia, che fu sospeso per le grandi difficoltà e anche perché l'esercito di Francesco I si era messo in viaggio per l'Italia.

### Assedio di Genova
Nell'agosto del 1526 Tadino era nel regno di Napoli, dopo aver visitato Barletta di cui era priore, e mentre verificava lo stato delle fortificazioni, fu raggiunto da una lettera di Carlo V che richiedeva la sua urgente presenza a Genova, assediata per mare e per terra dai francesi. Dopo alterne vicende, nelle quali furono feriti mortalmente suo fratello Girolamo e suo cugino Fabrizio, in una battaglia nei pressi di Sampierdarena (agosto 1527) fu sopraffatto dagli uomini di Cesare Fregoso che occupò la città e catturò Tadino che stava fuggendo su una barca, tenendolo prigioniero fino all'ottobre del 1527.

### Assedio di Vienna (1532)
Nel 1532 si era radunato a Vienna un potente esercito  (si parla di un numero tra duecento e trecento mila tra soldati, uomini dei presidii e servitori armati) per contrastare l'arrivo di Solimano deciso a conquistare la città. Comandante era Antonio de Leyva, don Ferrante Gonzaga comandante della cavalleria leggera e Gabriele Tadino comandante dell'artiglieria. L'assedio non ci fu perché Solimano giunse alla fine di settembre vicino a Vienna e giudicò l'impresa troppo difficile sia per l'arrivo del maltempo che per l'imponenza dell'esercito a difesa della città.

## Documenti
- Ritratto di Tiziano, proprietà della BPER.

- La medaglia di Giovanni da Cavino; una copia all'Accademia Carrara di Bergamo e una ai Musei della città di Brescia[6].

- Un ritratto di autore ignoto  all'Accademia Tadini di Lovere.

- Dedica a Tadino della Traduzione dell'Euclide Megarense  ad opera di Tartaglia.[7].

- Testamento il 30 maggio 1543 (Gabriele Tadino di Guido Tadini p. 240).

- Quesiti ed invenzioni diverse, ad opera di Tartaglia[8].